# Luze (Haute-Saône)
Luze é uma comuna francesa na região administrativa da Borgonha-Franco-Condado, no departamento do Alto Sona. Estende-se por uma área de 10.69 km². Em 2010 a comuna tinha 754 habitantes (densidade: 70,5 hab./km²).